# 青木陽菜
青木陽菜（日语：／ Aoki Hina，2000年1月5日—）是日本女性聲優，隸屬於響。宮城縣出身。血型A型。

## 經歷
- 從大約五歲開始學習古典鋼琴，一直到高中三年級。也很喜歡唱歌[4]。

- 對動畫很熱衷是在國中一年級或二年級的時候，很喜歡當時流行的《LoveLive!》手機遊戲，也因此開始對動畫感興趣[4]。第一次去動漫專賣店也是因為《LoveLive!》的原因[4]。

- 從高中時期開始，得到業界人士不錯的評價，因此參加了許多不同的試鏡活動[4]。並於2021年2月通過「株式會社S・響・Ace Crew 聯合徵選2020」，與立石凛共同加入響[5]。當時開始接受課程，連續兩年，每個月從宮城縣前往東京兩次[4]。正是這些課程讓她開始對聲優和動漫歌手產生興趣[4]。
- 學歷 : 富谷町成田東中學校->常盤木學園高等學校->山形大學

## 人物
- 在大學主修聲樂，同時也擅長演奏鋼琴、吉他等樂器。

- 在《BanG Dream! It's MyGO!!!!!》中登場，同時也是現實中活躍的MyGO!!!!!樂團的主奏吉他手，飾演要樂奈一角[6][7]。

- 受到影響的樂隊包括UNISON SQUARE GARDEN、the band apart、KANA-BOON等，喜歡《BanG Dream!》中出現的Roselia、RAISE A SUILEN等樂隊的硬派音樂[8]。

- 興趣包括彈唱、獨唱卡拉OK和欣賞演唱會[2]。

## 演出作品
※主要角色以粗體字来顯示。

### 電視動畫
- 組長女兒與保姆（2022年）
- 卡片戰鬥!! 先導者 will+Dress（2023年，哈羅娜·沃卡）
- BanG Dream!系列（2023年－2025年，要樂奈）[9][10]
- 聖者無雙～上班族的異世界生存之道～（冒險者）
- 超超超超超喜歡你的100個女朋友 第二期（武羅木才子）

### 動畫電影
- ARGONAVIS劇場版 流星的伴奏（2021年，觀眾）[2]
- 劇場版 BanG Dream! It's MyGO!!!!!（2024年，要樂奈[11]）

### 遊戲
2021年
- 少女☆歌劇 Revue Starlight（高千穗史黛拉）
- 蒼之紀元（ニュンペー、ルシア）
- ALICE Fiction - Puzzle RPG（エウリュステウス）
- Cookie Run: Kingdom
- 突擊莉莉 Bouquet（護理師）

2022年
- 小林家的龍女僕（敵對角色）
- Brave Nine（ルベベ）
- 卡片戰鬥先導者 Dear days（蒼山加奈）

2023年
- BanG Dream! 少女樂團派對（要樂奈）

### 舞台・朗讀劇
2021年
- ありのままに生きろ。今（高橋千夏）

2022年
- 少女☆歌劇 Revue Starlight -The LIVE Edel- Delight（高千穗史黛拉）
- 海貓悲鳴時～Stage of the golden Witch～（右代宮朱志香）
- 少女☆歌劇 Revue Starlight -The STAGE 中等部- Regalia（高千穗史黛拉）

2023年
- 少女☆歌劇 Revue Starlight -The STAGE 中等部- Rebellion（高千穗史黛拉）
- 海貓悲鳴時～Stage of the golden Witch～Episode2（右代宮朱志香）

### 廣播節目
※記號表示說明網路廣播。
- MyGO!!!!!の「迷子集会」（2023年－播出中，YouTube）※

### 其他
- 溫泉女孩（玉名滿美〈第2任〉）[19]

## 音樂唱片分類

### 角色歌
| 發售日   | 商品名                                          | 演唱者                 | 曲名                                                              | 備註                                                                   |
| 2022年   | 2022年                                          | 2022年                 | 2022年                                                            | 2022年                                                                 |
| -------- | ----------------------------------------------- | ---------------------- | ----------------------------------------------------------------- | ---------------------------------------------------------------------- |
| 4月20日  | Delight to me！【エーデル ver.】                | 席格菲特音樂學院中等部 | 「シークレット☆リトルスタァズ」                                   | 舞台『少女☆歌劇 Revue Starlight -The LIVE Edel- Delight』相關曲目      |
| 10月12日 | Regalia -継承- /アフレぐ！〜Aufregendes leben〜 | 席格菲特音樂學院中等部 | 「Regalia -継承-」                                                | 舞台『少女☆歌劇 Revue Starlight -The STAGE 中等部- Regalia』主題曲     |
| 10月12日 | Regalia -継承- /アフレぐ！〜Aufregendes leben〜 | 席格菲特音樂學院中等部 | 「アフレぐ！〜Aufregendes leben〜」                               | 舞台『少女☆歌劇 Revue Starlight -The STAGE 中等部- Regalia』相關曲目   |
| 11月9日  | 迷星叫                                          | MyGO!!!!! MyGO!!!      | 「迷星叫」 「名無声」                                             | 《BanG Dream!》相關曲目                                                |
| 2023年   |                                                 |                        |                                                                   |                                                                        |
| 4月12日  | 音一会                                          | MyGO!!!!! MyGO!!!      | 「音一会」 「潜在表明」 「影色舞」                                | 《BanG Dream!》相關曲目                                                |
| 6月7日   | Rebellion/ユメみロ                              | 席格菲特音樂學院中等部 | 「Rebellion」                                                     | 舞台『少女☆歌劇 Revue Starlight -The STAGE 中等部- Rebellion』主題曲   |
| 6月7日   | Rebellion/ユメみロ                              | 席格菲特音樂學院中等部 | 「ユメみロ」                                                      | 舞台『少女☆歌劇 Revue Starlight -The STAGE 中等部- Rebellion』相關曲目 |
| 8月9日   | 壱雫空                                          | MyGO!!!!! MyGO!!!      | 「壱雫空」                                                        | 電視動畫《BanG Dream! It's MyGO!!!!!》主題曲                           |
| 8月9日   | 壱雫空                                          | MyGO!!!!! MyGO!!!      | 「栞」                                                            | 電視動畫《BanG Dream! It's MyGO!!!!!》片尾曲                           |
| 8月9日   | 壱雫空                                          | MyGO!!!!! MyGO!!!      | 「焚音打」                                                        | 電視動畫《BanG Dream! It's MyGO!!!!!》相關曲目                         |
| 11月1日  | 迷跡波                                          | MyGO!!!!! MyGO!!!      | 「碧天伴走」 「春日影（MyGO!!!!! ver.）」 「詩超絆」 「迷路日々」 | 電視動畫《BanG Dream! It's MyGO!!!!!》劇中曲                           |
| 11月1日  | 迷跡波                                          | MyGO!!!!! MyGO!!!      | 「歌いましょう鳴らしましょう」                                    | 遊戲《BanG Dream! 少女樂團派對》相關曲目                               |
| 11月1日  | 迷跡波                                          | MyGO!!!!! MyGO!!!      | 「無路矢」                                                        | 《BanG Dream!》相關曲目                                                |

## 註記
1. 1 2  高千穗史黛拉（青木陽菜）、大加美詩呂（松澤可苑）、小鳩良子（深川瑠華）、海邊明久（久家心）、森保玖伊奈（佐當友莉亞）

### 组合成员
1. 1 2 3  高松燈（羊宮妃那）、千早愛音（立石凜）、要樂奈（青木陽菜）、長崎爽世（小日向美香）、椎名立希（林鼓子）

## 外部連結
- 經紀公司個人資料頁（日語）
- 青木陽菜的X帳戶（日語）
- 青木陽菜的TikTok帳戶（日語）
- Oricon（日語）
- allcinema（日語）